# Щедрик жовтоволий
Ще́дрик жовтоволий (Crithagra citrinipectus) — вид горобцеподібних птахів родини в'юркових (Fringillidae). Мешкає в Південній Африці.

## Опис
Довжина птаха становить 12 см, вага 9,6-12,7 г. Забарвлення переважно сіре. Спина поцяткована темними плямками, голова дещо світліша, область навколо дзьоба темно-сіра. Над очима темні "брови". під дзьобом темні "вуса", щоки і лоб чорнуваті. Крила і хвіст чорнуваті з білими краями. Горло і груди жовті, живіт і гузка білі, боки бурувато-сірі. У самців на обличчі і щоках білі і жовті плями. Самиці мають менш яскраве забарвлення, ндд самці, нижня частина тіла менщш жовта. Дзьоб чорнуватий, знизу біля основи світлий, у пташенят дзьоб має жовті края. Лапи тілесного кольору, очі темно-карі.

## Поширення і екологія
Жовтоволі щедрики мешкають в Замбії, Малаві, Мозамбіку, Зімбабве і Південно-Африканській Республіці. Вони живуть в сухих саванах, де переважають дум-пальми, в міомбо, рідколіссях і чагарникових заростях. Зустрічаються парами або невеликими зграйками, на висоті до 750 м над рівнем моря. Часто приєднуються до змішаних зграй птахів разом з жовтолобими щедриками. Живляться переважно насінням, а також комахами. Сезон розмноження триває з грудня по травень, з піком в січні-лютому. Гніздо чашоподібне, в кладці від 3 до 6 яєць. Інкубаційний період триває 2 тижні.